# یاوگیلدینو
یاوگیلدینو (انگلیسی: Yavgildino) یک شهرک در شهرستان کاراایدلسکی استان باشقیرستان کشور روسیه است.